# Magic Slim
'Morris Holt (7 de agosto de 1937 – 21 de febrero de 2013), más conocido como Magic Slim, fue un cantante y guitarrista de blues estadounidense.  Nació en Torrance, cerca de Grenada, Mississipi, hijo de una familia de aparceros, él siguió la ruta de los grandes bluesistas: Muddy Waters y Howlin’ Wolf hacia Chicago, desarrollando su propio espacio en la escena de blues de Chicago.

## Biografía
Magic Slim fue forzado a abandonar el piano luego de perder el dedo meñique de la mano derecha en una desmotadora de algodón.  Emigraron a vivir cerca de Grenada, Mississipi.  Se fue para Chicago la primera vez en 1955 con su amigo y mentor Magic Sam.  El viejo Magic (Sam) (por seis meses) permitió que el joven Magic (Slim) tocara el bajo con su banda y lo bautizó con su apodo.
Al principio no se acoplaba mucho con sus compañeros.  Regresó a Mississipi para trabajar e interesar a su hermano menor Nick para que tocara el bajo.  El 1965 vuelve a Chicago y en 1970, Nick se unió a su grupo, The Teardrops.  Ellos tocaban en los humeantes salones “juke joints” populares en el Chicago de los años 70, en escenarios tan pequeños que apenas cabía la banda.
La carrera de grabación de Slim comenzó en 1966 con la canción “Scufflin”, seguida por un número de sencillos a mediados de los 70.  Grabó su primer álbum en 1977, Born Under a Bad Sign, para el sello francés MCM.  Durante los 80, Slim grabó con Alligator, Rooster Blues y Wolf Records y ganó su primer W. C. Handy Award.  En 1980 grabó su versión de Mustang Sally.
En 1994, Slim se movió a Lincoln, Nebraska en donde el Zoo Bar ha sido un refugio para él durante años.  Slim ha sido frecuentemente acompañado por su hijo Shawn Holt, un guitarrista y cantante de Blues que en la actualidad lidera a The Tearsdrops.
En 2003, Magic Slim y The Tearsdrops ganaron por sexta vez el W.C. Handy Award como Banda de Blues del año. Ellos realizaron una actuación en agosto de 2005 titulada Anything Can Happen y fue presentada en CD y DVD.
Slim falleció en Philadelphia, Pensilvania el 21 de febrero de 2013 a los 75 años.  Tenía problemas de salud que le aquejaron durante varias semanas que estuvo de gira.  Su mánager indicó que tuvo hemorragias por úlceras y fue internado en un hospital, sin embargo, también padecía de problemas cardiacos, pulmonares y renales.
En mayo de 2013, Magic Slim fue galardonado con otro premio de música blues, esta vez en la categoría de artista masculino de blues tradicional.

## Discografía
- 1977: Born Under a Bad Sign (MCM, reeditado por Storyville)
- 1978: Let Me Love You (MCM)
- 1978: Highway Is My Home (Black & Blue, reeditado por Evidence)
- 1978: Living Chicago Blues, Vol. 2 (Alligator)
- 1980: Liv 'n Blue (Candy Apple CA)
- 1980: In the Heart of the Blues (Isabel)
- 1980: Doing Fine (Isabel)
- 1982: Raw Magic (Alligator)
- 1982: Essential Boogie (Rooster Blues)
- 1982: Grand Slam (Rooster Blues)
- 1990: Gravel Road (Blind Pig)
- 1992: 44 Blues, with John Primer and Bonnie Lee (Wolf Records)
- 1992: Spider in My Stew, with John Primer (Wolf Records)
- 1992: Blues Behind Closed Doors, con John Primer y Billy Branch (Wolf Records)
- 1993: Magic Slim & the Teardrops (Wolf Records)
- 1994: Chicago Blues Session, Vol. 10 (Wolf Records)
- 1994: Don't Tell Me About Your Troubles (Wolf Records)
- 1995: Zoo Bar Collection, Vol. 3 (Wolf Records)
- 1995: Alone & Unplugged
- 1995: Born on a Bad Sign
- 1996: Scufflin' (Tone Zone Studios)
- 1997: Let Me Love You
- 1998: Zoo Bar Collection, Vol. 4: Spider in My Stew
- 1998: See What You're Doin' to Me (Wolf Records)
- 1998: Black Tornado (Blind Pig)
- 2000: Snakebite (Blind Pig)
- 2000: Chicago Blues Session, Vol. 18: Live on the Road (Wolf Records)
- 2002: Blue Magic, producido por Popa Chubby (Blind Pig)
- 2005: Anything Can Happen, live album (Blind Pig)
- 2006: Tin Pan Alley, compilation album (Wolf Records)
- 2006: That Ain't Right, Magic Slim & the Teardrops / Joe Carter con Sunnyland Slim, grabado en 1977 (Delmark)
- 2007: The Essential Magic Slim (Blind Pig)
- 2008: Midnight Blues, con James Cotton, Elvin Bishop, Lil' Ed Williams, Lonnie Brooks, y Otis Clay, producido por Nick Moss (Blind Pig)
- 2009: Rough Dried Woman, compilation album, grabado 1986–1992 (Wolf Records)
- 2010: Raising the Bar
- 2012: Bad Boy (Blind Pig)
- 2014: Pure Magic (Wolf)